# Doda laudata
Doda laudata är en insektsart som beskrevs av William Lucas Distant 1908. Doda laudata ingår i släktet Doda och familjen dvärgstritar. Inga underarter finns listade i Catalogue of Life.